# Willis McGahee
Willis Andrew McGahee III (født 20. oktober 1981 i Miami, Florida, USA) er en amerikansk football-spiller (runningback), der pt. er free agent. Han har tidligere spillet mange år i NFL for blandt andet Buffalo Bills og Baltimore Ravens.
McGahee er en enkelt gang, i 2007, blevet udtaget til NFL's All-Star kamp, Pro Bowl.